# Бессердечный (фильм, 2009)
«Бессердечный» (англ. Heartless) — психологический триллер с элементами мистики и драмы, режиссёра Филипа Ридли, вышедший на экраны в 2009 году. Главные роли в нём исполнили Джим Стёрджесс и Клеманс Поэзи.

## Сюжет
Джейми Морган — молодой парень с родимым пятном в форме сердца на левой стороне лица, а также многочисленными пятнами на теле. Из-за них его личная жизнь не клеится. В городе, где живёт Джейми, появляется банда жестоких убийц в устрашающих масках, без причины нападающая на случайных прохожих. Очередными жертвами убийц становятся Джейми, и его мать. Женщину убивают, а её сын оказывается в больнице.
После выздоровления Джейми находится на грани самоубийства. Его мучает мысль, что он не смог спасти мать. В тот момент, когда парень сидит с пистолетом в руке, готовясь убить себя, раздаётся телефонный звонок. Некий человек говорит, что ждёт его в одном из небоскрёбов города, фото которого появляется в телефоне Джейми.
Джейми приходит в указанное место, и встречает человека, который звонил ему, и его помощницу, девочку Бэль. Папа Би (англ. Papa B), так представился человек, предлагает ему сделку: в обмен на красоту, которую он ему даст, Джейми должен будет один раз в несколько месяцев делать на стенах богохульные граффити. Джейми соглашается, и Папа Би даёт ему бутылку с горючей жидкостью, и зажигалку. Он говорит, что Джейми должен поджечь себя, и всё старое сгорит. Так и выходит: под обугленной кожей находится новая, без родимых пятен. Бэль рассказывает Джейми, что о его части сделки более подробно должен рассказать Оружейник (англ. Weapons Man), который сам выйдет с ним на связь.
Жизнь Джейми очень скоро налаживается. Он завязывает отношения с Тией, девушкой, которую раньше видел, но из-за родимых пятен боялся с ней познакомиться. Но всё меняется, когда появляется Оружейник. Он объясняет, что Папа Би обманул Джейми. В действительности его часть сделки состоит в том, что в полнолуние он должен будет убить человека, вырезать его сердце, и положить на ступени церкви. Джейми пытается сопротивляться, но вскоре понимает, что те силы, которые представляют Папа Би и Оружейник, явно сильней него. Надеясь, что после убийства, демоны оставят его в покое, Джейми «снимает» парня, занимающегося уличной проституцией, убивает его, и исполняет все инструкции, данные Оружейником. Но с первым убийством жизнь Джейми не только не входит в прежнее русло, но напротив, всё более и более превращается в кошмар.

## Релиз, награды и отзывы
Премьера фильма «Бессердечный» состоялась в конце августа 2009 года на Лондонском фестивале «FrightFest». В марте 2010 года фильм участвовал в конкурсной программе кинофестиваля «Fantasporto», где был назван лучшим фильмом года, а Филип Ридли и Джим Стёрджесс стали победителями в категориях «Лучший режиссёр» и «Лучший актёр» соответственно. 24 мая 2010 года состоялась DVD-премьера фильма «Бессердечный» в Великобритании.
Большинство отзывов на фильм «Бессердечный» — положительные. Так на сайте Rotten Tomatoes он имеет 75 % положительных рецензий, на сайте Metacritic его балл составляет 58 из 100 (на основе 12 рецензий).

## В ролях
- Джим Стёрджесс — Джейми Морган
- Клеманс Поэзи — Тия
- Ноэль Кларк — ЭйДжей
- Люк Тредэвэй — Ли Морган
- Джозеф Моул — Папа Би
- Эдди Марсан — Оружейник
- Тимоти Сполл — Джордж Морган
- Рут Шин — Мэрион Морган